# 仙境傳說 (漫畫)
《仙境傳說》（韓語：라그나로크, RAGNARÖK, RAGNAROK）是南韓漫畫家李命進以北歐神話為主題的韓國漫畫作品。之後更以本作為架構開發出知名的網絡遊戲「仙境傳說」。臺灣及香港中文版由雲行出版社出版（香港總代理：雲起有限公司），原本譯為《魔法聖鬥士》，在網絡遊戲推出後改為《仙境傳說》。
2007年現在李命進已休筆，尚未完結。

## 登場人物

### 主要角色
查爾斯（Chaos）
輪劍士，閥斗羅的轉生，使用龍飛類的劍術，擁有的刀名為飛天刀，在使用咒術強化後稱為魔法劍「摩利支天」。
愛瑞絲・艾琳（Iris Ireen）
與查爾斯一起旅行的聖職者，以符術等協助查爾斯戰鬥，擁有三大神力之一的天龍刀。
潘璃斯（Fenris Fenrir）
神族其中之一的轉生，找尋已轉生的閥斗羅（查爾斯），以魔法笛子「萬波息笛」為武器，能使用強力的魔法。
洛基（Loki）
以骨頭為盔甲的刺客，刺客集團中7位最強刺客之一並受予「符號刺客」的稱號，操縱宇宙的根源“氣”的力量，融合自己的身體、思想脈衝及短劍作戰。
麗迪亞（Lydia）
自稱寶物獵人的盜賊。
塞司（Ses）
麗迪亞的伙伴。會說話並擁有兩條尾的猫。

### 伏瑞亞派
莎拉・艾琳（Sara Irene）
伏瑞亞12祭司之一。愛瑞絲同父異母的姐姐，擁有三大神力之一的海龍刀。
齊奴比亞・珊迪・佛羅里德
伏瑞亞12祭司之一
阿卡娜
齊奴比亞的部下。
莉莎（Lisa）
伏瑞亞12祭司之一。
畢尤（Bijou）
隸屬於莎拉門下的使徒之一，率領大量不死兵團襲擊王都普隆德拉，並殺進其中央搶奪「依美樂心臟」，中途與潘離斯、愛勒絲等人交戰，最後因莎拉判定沒有其利用價值而被莎拉所殺。
在「仙境傳說」這款網路遊戲中，設定為再現漫畫原作中「儀式之房」的最終MVP BOSS。
希默梅思

### 諸神
芙蕾雅（Freya）

奧丁（Odin）
閥斗羅的父親。1000年前的大戰後全無消息。
忽津

武仁

巴爾德（Baldur）
察爾斯的前世。
蓓兒丹蒂（Verdandi）
掌管現在的女神。
兀兒德（Urdr）
掌管過去的女神。
詩寇蒂
掌管未來的女神。
堤亞麥塔（Tiamet）
龍神族的皇女。閥斗羅的母親。

### 敵人
賽克雷（Sakray）
詛咒劍士，擁有被咀咒放嗜血的魔劍「特羅特奴斯」。
夢羅克（英語版：Surt）
被達納托斯封印的魔王，封印地就以魔王之名命名為「夢羅克」。

### 其他
貝爾賽布

丘憒廝

達納托斯（Tanathos）
400年前的魔劍士，封印了魔王夢羅克。

### 怪物
石像鬼

巨人族 （英文版：Frost Giant）
半機械生命体。
費司蓊
擁有人面的怪物。

## 地名
普隆德拉

伊斯魯得

斐揚

古城（Glastheim - 英文版：Breidablik）
在1000年前的戰爭中變成如廢墟般的古城，城中還留下閥斗羅的劍「神劍巴爾姆」。
夢羅克
刺客集團所在的沙漠城市，亦是魔劍士　達納托斯封印魔王　夢羅克的地方。

## 出版書籍
韓國版
出版：大元 C.I.
- 『 1』(1998年11月)
- 『 2』 (1999年1月)
- 『 3』 (1999年4月)
- 『 4』 (1999年8月)
- 『 5』 (2000年2月)
- 『 6』 (2000年8月)
- 『 7』 (2001年1月)
- 『 8』 (2001年6月)
- 『 9』 (2001年12月)
- 『 10』 (2002年7月)

中文版
出版：雲行出版社
- 『仙境傳說 Vol.01』 (2002年9月)
- 『仙境傳說 Vol.02』 (2002年9月)
- 『仙境傳說 Vol.03』 (2002年10月)
- 『仙境傳說 Vol.04』 (2002年10月)
- 『仙境傳說 Vol.05』 (2002年11月)
- 『仙境傳說 Vol.06』 (2002年11月)
- 『仙境傳說 Vol.07』 (2002年12月)
- 『仙境傳說 Vol.08』 (2002年12月)
- 『仙境傳說 Vol.09』 (2002年12月)
- 『仙境傳說 Vol.10』 (2002年12月)

日文版
出版：宙出版
- 『 特別編集 Vol.1』 (2004年8月)
- 『 特別編集 Vol.2』 (2004年12月)
- 『 特別編集 Vol.3』 (2005年6月)
- 『RAGNARÖK INTO THE ABYSS 01』 (2004年11月)
- 『RAGNARÖK INTO THE ABYSS 02』 (2004年11月)
- 『RAGNARÖK INTO THE ABYSS 03』 (2004年11月)
- 『RAGNARÖK INTO THE ABYSS 04』 (2005年3月)
- 『RAGNARÖK INTO THE ABYSS 05』 (2005年4月)
- 『RAGNARÖK INTO THE ABYSS 06』 (2005年11月)
- 『RAGNARÖK INTO THE ABYSS 07』 (2005年12月)